# Consistórios de Urbano V
Papa Urbano V (1362–1370) treze novos cardeais em quatro consistórios.

## 18 de setembro de 1366
1. Angelic de Grimoard, CRSA, † 13 de abril de 1388[1]
2. Guillaume de la Sudrie, OP, † 18 de abril de 1373.
3. Marcos de Viterbo, OFM, † 4 de setembro de 1369.

## 12 de maio de 1367
1. Guillaume d'Aigrefeuille, OSBClun. † 13 de janeiro de 1401

## 22 de setembro de 1368
1. Philippe de Cabassole † 27 de agosto de 1372.
2. Simon Langham, OSB † 22 de julho de 1376.
3. Bernard du Bosquet † 19 de abril de 1371.
4. Jean de Dormans † 7 de novembro de 1373.
5. Étienne de Poissy † 17 de outubro de 1373.
6. Pierre de Banac † 7 de outubro de 1369.
7. Francesco Tebaldeschi † 6 de setembro de 1378.

Urbano V pretendia também elevar ao cardealado patriarca de Alexandria Arnaud Bernard du Pouget, mas esta nomeação não produziu efeito devido à morte súbita do patriarca.

## 7 de junho de 1370
1. Pierre d'Estaing, OSB † 25 de novembro de 1377.
2. Pietro Corsini 16 de agosto de 1405